# Ocimum centraliafricanum
Ocimum centraliafricanum là một loài thực vật có hoa trong họ Hoa môi. Loài này được R.E.Fr. mô tả khoa học đầu tiên năm 1916.